# Iva Frühlingová
Iva Frühlingová est une chanteuse d'origine tchèque, chantant en français et en tchèque. 
En France, elle est parfois appelée Iva Fruhlingova, ou simplement Iva. Elle est née le 11 mai 1982 à Litvínov (nom de son premier album), en République tchèque. Son grand-père vécut en France, comme mineur, avant la fermeture des frontières tchèques. Elle s'intéresse à la France dès son plus jeune âge. À 14 ans, elle gagne un concours de mannequin et se rend seule à Paris, où elle aura du mal à se loger et à manger à sa faim (voir clip « A part »). Elle travaille ensuite pour l'agence internationale Elite en tant que mannequin. Elle se dirige ensuite dans une carrière de chanteuse et sort son premier single, « Où tu veux, quand tu veux » en 2002 et son premier album, Litvínov, en 2003. Son deuxième single, « La muerte », l'a fait connaître plus largement. Elle a chanté en duo avec Benjamin Biolay sur la chanson « Une chaise à Tokyo », et avec Jean-Louis Aubert sur « Océan ». Elle fit aussi entre autres la première partie de Raphael. En 2004, elle rentre en République tchèque et sort son deuxième album, Baby Doll, en 2005 et son troisième album, Strip Twist, en 2007. Ces deux albums ne sont pas commercialisés en France, bien qu'elle y chante encore des chansons en français.

## Discographie
- Litvínov (2003)

- Où tu veux, quand tu veux (radio edit)
- La muerte
- Tu me manques
- J'ai eu tort
- Alice
- It ain't easy
- Vanity Case
- Quitte à tout refaire
- Nos moments intimes
- Nue sous le soleil
- Utíkám
- 3 p'tits points de suspicion
- Où tu veux, quand tu veux (album version)

- Baby Doll (2005)

1. Intro
2. Latinka
3. Une histoire sans fin
4. Harley Davidson (de Serge Gainsbourg)
5. Virtuoses en voltige
6. Babydoll
7. Věřím
8. Skládám
9. Je te préfère nue
10. A part
11. Les petites morsures
12. Jamais
13. Ta moje

- Strip Twist (2007)

1. Les loukoums
2. Waterbed (G pa l'mec)
3. Partir et revenir
4. Strip Twist
5. La chanson de Pierre (avec Pierre Richard)
6. Night Reflections
7. Mekess kidizz
8. Animální hlavolam
9. Struny
10. Le crabe
11. L'échéance
12. Je n'sais pas si

- Doma nejlíp s No Pan!c (2010)
- Retrospektive BEST OF (2010)
- Chic à Paris (2013)

1. Hey, hey, hey
2. Chic à Paris
3. Bip Confession
4. Models
5. 1,2,3...
6. Day of Loving
7. Toxic Boy
8. Amerika
9. Illusions
10. John's Song
11. Une balade dans Paris

La chanson « Partir et revenir » a été en compétition pour représenter la République tchèque au Concours Eurovision de la chanson 2008, mais n'a pas été retenue.

## Clips
- Où tu veux, quand tu veux
- La muerte
- A part
- Verim
- Waterbed
- Partir et revenir – Eurovision de la chanson 2008